# Cortia depressa
Cortia depressa är en flockblommig växtart som först beskrevs av David Don, och fick sitt nu gällande namn av C.Norman. Cortia depressa ingår i släktet Cortia och familjen flockblommiga växter. Inga underarter finns listade i Catalogue of Life.